# Vodotrysk
Vodotrysk je zařízení, ze kterého je velkým tlakem vytlačována voda a na konci ústí z trysky ven. Tryskající voda zde má především estetickou funkci. Vodotrysky bývají součástí zejména fontán, kašen, zahradních a parkových jezírek i domácích osvěžovačů vzduchu. Jsou častým prvkem zahradní architektury používaný v sadovnické tvorbě.

## Přírodní vodotrysky
Vzácně se lze setkat se zajímavým přírodním jevem, kterým jsou přírodní vodotrysky. Obvykle se nalézají v místech přirozených vývěrů spodních vod. Takovéto vodotrysky obvykle označujeme slovem gejzír. Může se jednat o přírodní podzemní vodu s vývěrem studené vody nebo o vývěr termálních pramenů např. v místech s bohatou sopečnou činností apod.

### Příklady
- Kiama Blow Hole - přírodní vodotrysk u australského města Kiama;
- Vodotrysk u obce Rajecká Lesná na Slovensku v pohoří Strážovské vrchy;
- Gejzír Herľany na východním Slovensku asi 28 km východně od Košic;
- termální vývěry vod na Islandu.

## Vodotrysky vzniklé v důsledku vodovodních poruch
Velké vodotrysky a gejzíry mohou také někdy nechtěně vzniknout v důsledku poruchy či havárie na vodovodním potrubí, kdy pitná voda nebo užitková voda tryská otvorem v zemi pod velkým tlakem ven.